# Distrito de Viluppuram
Viluppuram (en Tamil; விழுப்புரம் மாவட்டம் ) es un distrito de India, en el estado de Tamil Nadu . 
Comprende una superficie de 7 250 km².
El centro administrativo es la ciudad de Viluppuram.

## Demografía
Según censo 2011 contaba con una población total de 3 463 284 habitantes.